# Osiedle Cegielnia (Zielona Góra)

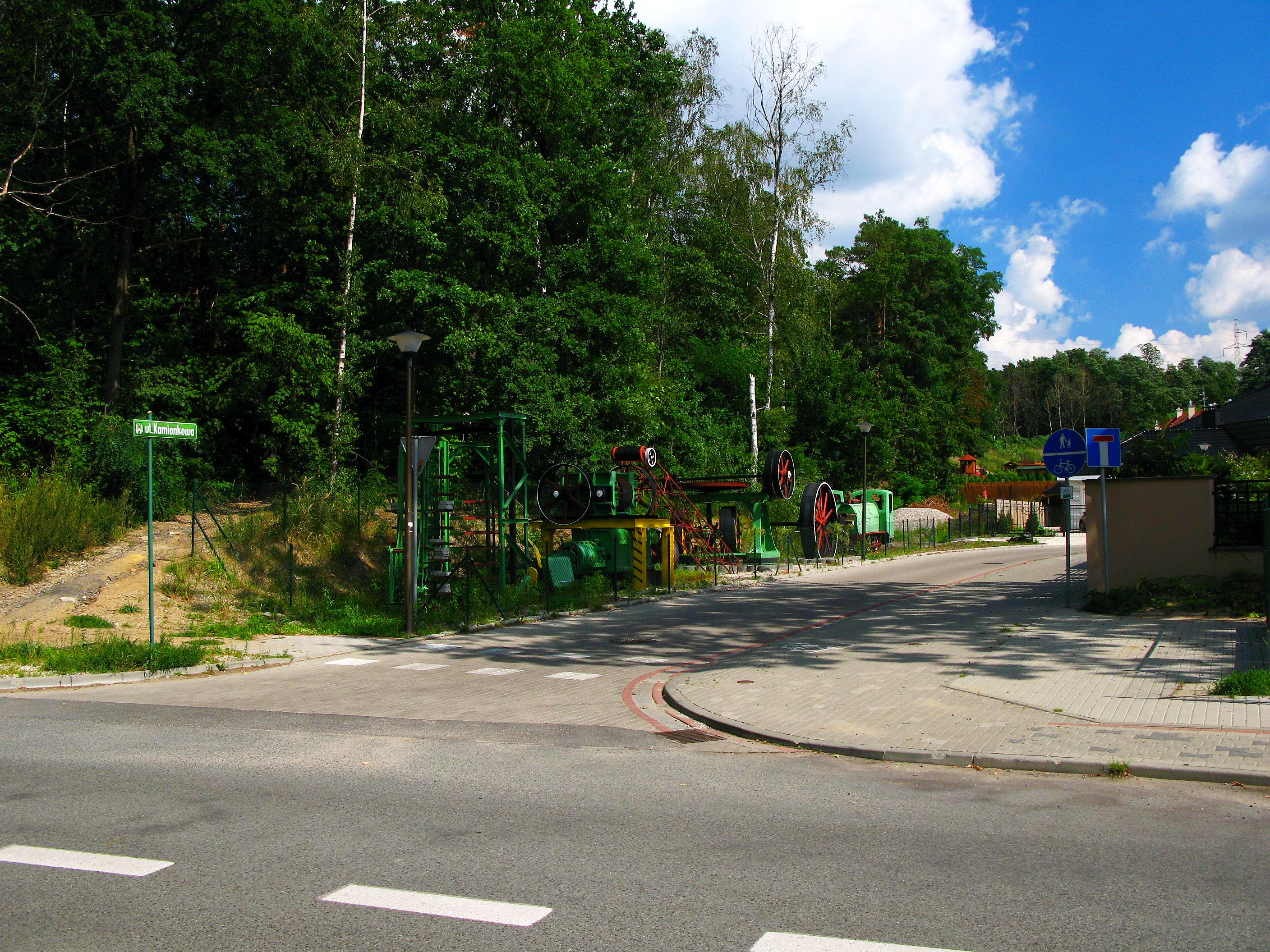
stare maszyny na osiedlu Cegielnia

Osiedle Cegielnia – osiedle Zielonej Góry,  położone w zachodniej części miasta. 
Otoczone lasem, ma zwartą zabudowę. W pobliżu znajduje się niewielkie jezioro, tzw. Glinianka. Łączy się ulicą Ceramiczną z Osiedlem Malarzy, a z Osiedla Przyjaźni prowadzi przedłużenie ulicy Xawerego Dunikowskiego w formie leśnej alei.
Specyfiką tej dzielnicy jest jednolita substancja architektoniczna. Niewielkie domy z mansardowymi dachami otaczają XIX-wieczny Piec Hoffmanna, zaadaptowany na wielorodzinny budynek mieszkalny z szachulcowym murem i ceglanym przyziemiem.

## Zobacz też

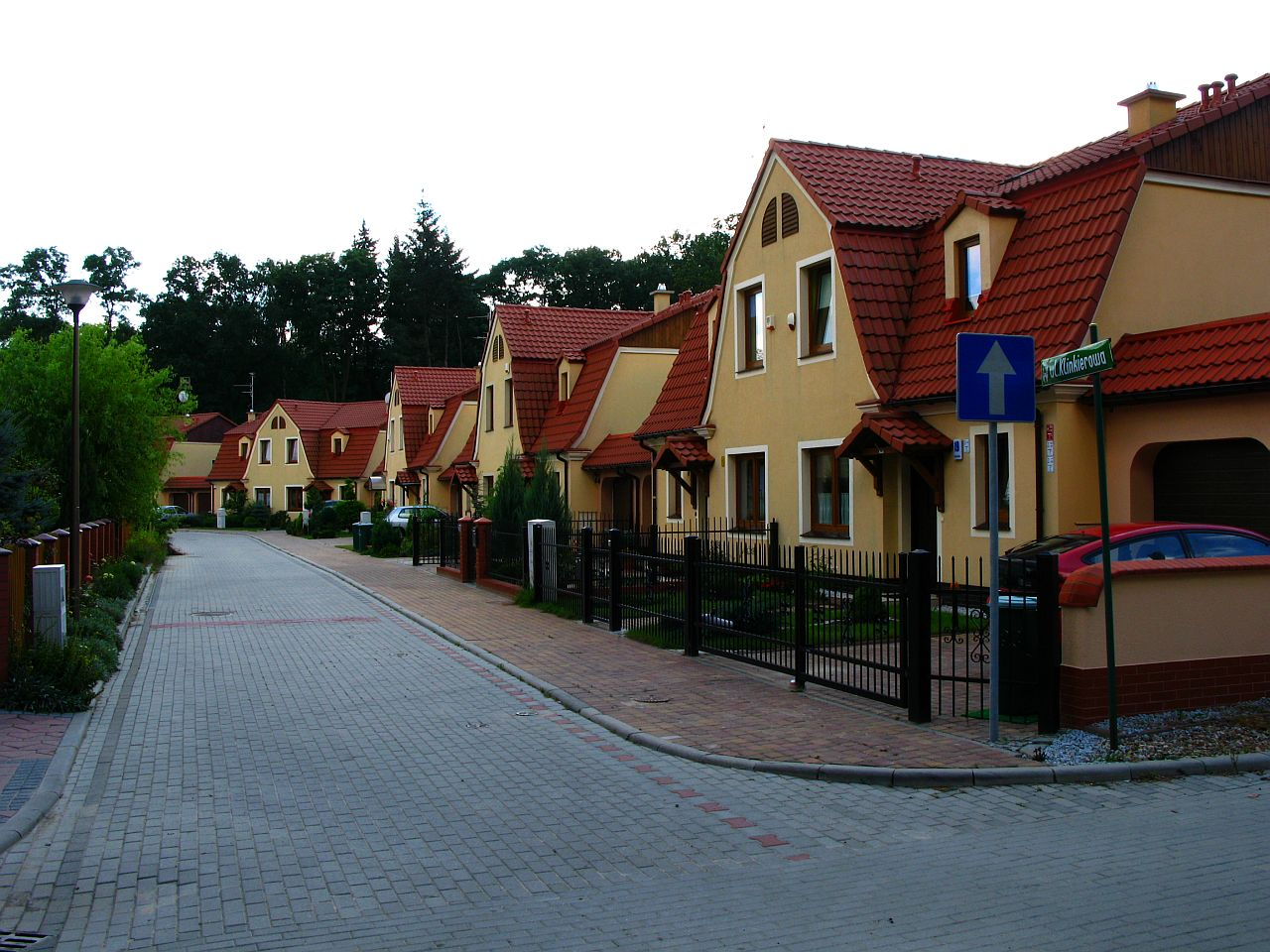
Ulica Klinkierowa

## Ulice na osiedlu
- Ceramiczna
- Hoffmana
- Porcelanowa
- Keramzytowa
- Klinkierowa
- Kamionkowa
- Fajansowa